# 意大利足球一類聯賽
意大利足球一類聯賽（義大利語：Prima Categoria），是意大利足球联赛系统的第 7 级别（自2014/15球季起）。
每個別分區冠軍升級至意大利足球推廣聯賽，每組均有球隊降級至意大利足球二类联赛。